# Renzo Piano
Renzo Piano (Génova, 14 de septiembre de 1937) es un arquitecto italiano, ganador del Premio Pritzker.

## Biografía

### Formación
Piano nació en Génova, Italia, en 1937, en el seno de una familia de constructores. Renzo Piano frecuentó la Facultad de Arquitectura en Florencia (1959 a 1960) y en Milán, graduándose del Politécnico de Milán en 1964. Sus trabajos iniciales fueron estructuras experimentales ligeras; trabajó con su padre y su hermano en la sociedad familiar. De joven, repasó uno a uno los edificios de Le Corbusier.
Luego, aprendió proyectos con Franco Albini y, a continuación, durante cinco años (1965-1970), con Louis Kahn y Z.S. Makowsky. Esta es su etapa formativa. Nunca se ha desvinculado de su ciudad natal, Génova, en la que ha remodelado el metro y el puerto.

### Trayectoria
Trabajó estrechamente con el arquitecto Richard Rogers desde 1971 hasta 1977; y entre sus proyectos conjuntos figura el famoso Centro Pompidou en el corazón de París (1977). Es un edificio que tuvo un éxito de público decisivo para la difusión de su nombre, de modo que le encargaron remodelarlo posteriormente dado el desgaste experimentado por el uso multitudinario de ese edificio durante veinte años; fue reabierto en 2000. Hizo además edificios adjuntos.
Piano trabajó a continuación con el ingeniero Peter Rice, entre 1977 y 1981, bajo el nombre L'Atelier Piano and Rice. Pero seguidamente, en 1981, fundó el Renzo Piano Building Workshop (RPBW), que actualmente da trabajo a 150 empleados en sus distintas sedes de París, Génova y Nueva York. Precisamente Punta Nave, de Génova, donde tiene su gran estudio italiano, es una obra suya importante (1991); es un edificio que baja por peñascos siguiendo las terrazas de la colina Volpies, hacia el mar, muy cerca de su ciudad de origen, y está invadido por plantas y cañas. Como dice Piano: «Al trabajar aquí se logra un recogimiento especial, ligado a la sensación de contacto con la naturaleza, el clima y las estaciones; todos ellos son elementos inmateriales que la arquitectura ha capturado».
Una obra muy llamativa, en parte de ingeniería, fue el Aeropuerto Internacional de Kansai, Osaka, concluida en Japón en 1994. La construyó sobre una plataforma o isla artificial; este edificio y sus pistas están unidos a tierra con miles de pilotes que soportan las conexiones terrestres a prueba de maremotos; se halla a dos horas de tren de Tokio.
En Suiza, ha hecho el Museo de la Fundación Beyeler, en Basilea (1999), así como el Centro Paul Klee, Berna (2005). Y, en Alemania, su intervención global en la antes vacía Potsdamer Platz de Berlín, destaca en el edificio Daimler-Benz (2000).
Piano ha dado clases en las universidades de Columbia y de Pensilvania, en la Escuela de Arquitectura de Oslo, en la Politécnica de Londres así como en la Escuela de arquitectura de esta misma ciudad.
En agosto de 2013 fue nombrado senador vitalicio en el Senado de Italia por el presidente Giorgio Napolitano.
En 2017 concluyó su primera obra en España, el Centro Botín de las Artes y la Cultura, en Santander.
El jefe de Gobierno, Renzi, habló con Renzo Piano en agosto de 2016, para que diseñe la reconstrucción del centro de Italia tras el terrible terremoto.
Algunas palabras aclaran su actitud:

Aspiro a una dignidad idéntica a la del arquitecto del siglo XVI, en tanto diseñador: el arquitecto como 'machinatore' que inventa y proyecta hasta los útiles para hacer lo que concibe.
Renzo Piano, Obras y proyectos, 1971-1989, Gustavo Gili, 1990, p. 239

## Obras
- Centro Georges Pompidou, (con Richard Rogers), París, Francia. 1971-1977; rehabilitado entre 1997 y diciembre de 1999

En 1971, Piano, de treinta y cuatro años, y Richard Rogers, de treinta y ocho, en colaboración con el arquitecto italiano Gianfranco Franchini, compitieron con los principales estudios de arquitectura de Estados Unidos y Europa, y recibieron el encargo del proyecto más prestigioso de París, el Centro Georges Pompidou, el nuevo museo nacional francés de arte del siglo XX que se ubicaría en Beaubourg. La adjudicación fue una sorpresa para el mundo de la arquitectura, ya que los dos eran poco conocidos y no tenían experiencia en museos u otras grandes estructuras. El New York Times declaró que su diseño "ponía patas arriba el mundo de la arquitectura". Literalmente, ponía la arquitectura del revés, ya que en el nuevo museo, el armazón estructural aparente del edificio y los conductos de calefacción y aire acondicionado estaban en el exterior, pintados con colores brillantes. La escalera mecánica, en un tubo transparente, cruzaba la fachada del edificio en diagonal. El edificio tuvo un éxito asombroso, transformó por completo el carácter de una zona comercial degradada cercana al Marais de París y convirtió a Piano en uno de los arquitectos más conocidos del mundo.
Los medios de comunicación calificaron el estilo del edificio de "alta tecnología", pero Piano se opuso posteriormente. "Beaubourg", dijo, "era una alegre máquina urbana, una criatura que podría haber salido de una novela de Julio Verne, una especie de extraño barco en dique seco.... Es una doble provocación; un desafío al academicismo, pero también una parodia de la imaginería de la tecnología de nuestro tiempo. Considerarlo un objeto de alta tecnología es un error".
- Museo de la Colección Menil, Houston, EE UU. 1982-1986

En 1977, Piano puso fin a su colaboración con Rogers e inició una nueva con el ingeniero Peter Rice, que había colaborado en el diseño del Centro Pompidou, y establecieron sus oficinas en Génova. Uno de sus primeros proyectos fue un plan para la rehabilitación del antiguo puerto de Otranto, que pasó de ser un emplazamiento industrial a convertirse en una atracción comercial y turística (1977). Su primer edificio importante fue la Menil Collection, un museo de arte para el coleccionista Dominique de Menil. La principal exigencia del propietario para este edificio era aprovechar al máximo la luz natural en los interiores. Piano escribió: "Paradójicamente, la Menil Collection, con su serenidad, su calma, su discreción, es mucho más moderna, científicamente hablando, que el Beaubourg". El edificio de la Menil Collection, con sus sencillas formas cúbicas grises y blancas, es el opuesto estilístico del Centro Pompidou. Las innovaciones tecnológicas no se plasmaron en la fachada, sino en los sistemas de alta tecnología pero discretos de persianas y pantallas y aire acondicionado que permitían la máxima iluminación al tiempo que protegían del intenso calor y la luz solar de Texas.
- Puerto Viejo de Génova (1985-2001) y Fábrica Lingotto de Turín (1983-2003)

A mediados de la década de 1980, Piano y su empresa acometieron una gran variedad de proyectos, utilizando la tecnología más avanzada disponible, pero, en contraste con el Centro Pompidou, con la mayor discreción posible. Su pabellón portátil para IBM (1983-1986) fue un ejemplo; diseñado con Peter Rice, se trataba de un ligero túnel portátil para exposiciones. Estaba compuesto por una serie de pirámides de policarbonato sostenidas por un armazón de madera, y podía transportarse en un camión. Estaba diseñado para integrar los decorados del exterior en las exposiciones del interior. Diseñó dos grandes proyectos de reconstrucción en el norte de Italia: la reanimación del antiguo puerto de su ciudad natal, Génova, y la reconversión y modernización de la gigantesca e histórica fábrica de Fiat en Turín (Italia). Para la fábrica de Fiat Lingotto, conservó la enorme estructura principal, incluida su famosa pista de pruebas ovalada para automóviles en el tejado, pero añadió nuevas estructuras, como una sala de conciertos bajo el edificio, un helipuerto y un centro de conferencias con cúpula de cristal en el tejado. Continuó sus modificaciones y añadidos a lo largo de dos décadas; sin destruir el núcleo histórico del edificio. La más reciente fue un museo para la colección de arte del jefe de Fiat, Giovanni Agnelli, en una elegante caja de cristal y acero encaramada al tejado, como si estuviera a punto de despegar; fue apodada la "bóveda del banco volador".
Piano también llevó a cabo un amplio programa de revitalización del antiguo puerto de Génova para transformarlo de zona industrial degradada en centro cultural y atracción turística. Prolongó las calles para dar acceso al puerto, transformó antiguos edificios portuarios en edificios culturales y comerciales, añadió una biblioteca, un acuario y un auditorio, un jardín botánico con cúpula de cristal y una gigantesca grúa de brazos múltiples, inspirada en las antiguas grúas del puerto, que eleva a los visitantes por los aires para que puedan contemplar el puerto.
Además, diseñó la nueva sede de su empresa, el Taller de Construcción Renzo Piano (1989-1991), en una serie de terrazas escalonadas que cuelgan sobre el Mediterráneo al oeste de la ciudad. Al edificio se accede por un funicular para ocho pasajeros que sube y baja por la ladera.
- Aeropuerto Internacional de Kansai, Osaka, Japón. 1990-1994

En 1988, Piano y Rice ganaron un concurso internacional para construir un nuevo aeropuerto en una isla artificial del puerto de Osaka (Japón). La terminal principal que diseñó era extremadamente larga (1,7 kilómetros [1,1 mi]), con un perfil muy bajo, para que los controladores de la torre de control pudieran ver siempre los aviones en las pistas. Los frecuentes terremotos de las islas japonesas exigieron técnicas de construcción especiales; la estructura está montada sobre juntas hidráulicas que se ajustan a los movimientos de la tierra. El largo tejado curvo está cubierto por 82.000 paneles de acero inoxidable, que reflejan la luz del sol, y está sostenido por arcos de 83 metros de largo, que dan sensación de amplitud.
- Punta Nave, sede de su RPBW, Génova, Italia. 1989-1991
- Cruceros "Royal Princess" y "Crown Princess", de Princess Cruises. 1989-1991

A mediados de la década de 1980, Sitmar Cruises inició un riguroso programa de construcción para el mercado estadounidense. En aquel momento se encargó un buque, el Sitmar Fairmajesty, al astillero francés Chantiers de l'Antlantique. El gobierno italiano, a través de Fincantieri, deseaba que los siguientes buques Sitmar se construyeran en Italia. Se encargó a Piano el diseño de los buques. . Piano hizo que el exterior de los cruceros recordara a un delfín. El Crown Princess fue entregado a Princess Cruises en 1990 y el Regal Princess le siguió un año más tarde, en 1991.
- Centro Cultural Canaco J.M. Tjibaou en Noumea, Nueva Caledonia, Francia. 1991-1998
- Iglesia de Peregrinaje Padre Pio, S. Giovanni Rotondo, Italia. 1991-2004
- Museo de la Fundación Beyeler, Basilea, Suiza. 1992-1997
- Reforma de la antigua fábrica de Fiat en Lingotto.
- Reconstrucción de una sección de la Potsdamer Platz (Daimler-Benz), Berlín, Alemania. 1992-2000

La Potsdamer Platz es un triángulo histórico en el corazón de Berlín, Alemania, que había sido destruido en gran parte durante la Segunda Guerra Mundial, y luego dividido por el Muro de Berlín entre Berlín Este y Oeste. Cuando se inició una importante reconstrucción en 1990, Piano fue seleccionado para diseñar los nuevos edificios en cinco de los quince emplazamientos del proyecto, con el requisito de que los edificios tuvieran tejados de cobre y fachadas de cristal transparente y materiales de color tierra cocida. Otros arquitectos que participaron en el enorme proyecto fueron Rafael Moneo, Arata Isozaki y su antiguo socio, Richard Rogers. La pieza central de la parte de Piano en el proyecto fue el edificio Debis, compuesto por cuatro edificios de distintos tamaños pero del mismo estilo. Entre sus elementos distintivos figuran un atrio de 28 metros de altura y una torre de 21 pisos cuyas fachadas este, sur y oeste están cubiertas con dobles paredes de cristal separadas 28 cm, lo que redujo la necesidad de aire acondicionado y calefacción. El complejo también incluía un cine IMAX, un restaurante y tiendas. La cúpula de 36 metros del cine IMAX era visible desde lejos y también desde la calle, a través del cristal transparente de la fachada. Piano escribió en The Disobedience of the Architect (La desobediencia del arquitecto) (2004) que intentaba adecuar su arquitectura a la personalidad de una ciudad. "Los berlineses están acostumbrados a vivir al aire libre y a una cierta forma de convivencia". La nueva Potsdamer Platz se diseñó para captar el "sentido de la alegría, el sentido del humor" de los berlineses....¿Por qué debería ser desmoralizadora una ciudad? Lo bonito de una ciudad es que es un lugar de encuentros y sorpresas".
- Auditorio Parque de la Música, Roma, Italia. 1994-2002
- Ampliación del High Museum of Art, Atlanta, EE UU. 1999-2003
- Maison Hermès, Tokio, Japón. 1998-2001
- Centro Paul Klee, Berna, Suiza. 1999-2005
- Futura sede de The New York Times, Nueva York, Estados Unidos.
- Astrup Fearnley Museum of Modern Art, Tjuvholmen, Oslo, Noruega (2002-)[11]
- Columbia University Manhattanville Campus Master Plan and Jerome L. Greene Science Center, New York City, Nueva York (2004-)
- Los Angeles County Museum of Art, Los Ángeles,  (2003-)
- Sesto San Giovanni Plan, Milán, Italia (2004-)
- Whitney Museum of American Art, Nueva York (2005-2015).
- Pathé Foundation headquarters, París, Francia (2006-)
- City Gate (Malta), Royal Opera House, Valletta, Parlamento de Malta, y Plaza de la libertad, Valletta, Malta (2009-)
- Harvard Art Museums, renovación, Cambridge, Massachusetts (2009-)
- Isabella Stewart Gardner Museum, ala, Boston, Massachusetts (2005-)
- Kimbell Art Museum, ampliación, Fort Worth, Texas (2008-)
- Central Saint Giles, edificio en Londres 2002-2010
- Stavros Niarchos Foundation, Centro Cultural, Ópera y Biblioteca Nacional de Grecia Faliro, Atenas (2009-)
- Centro Botín, Santander, España. (2012-2017)
- The shard, Londres, Reino Unido (2009-2012)

## Galería

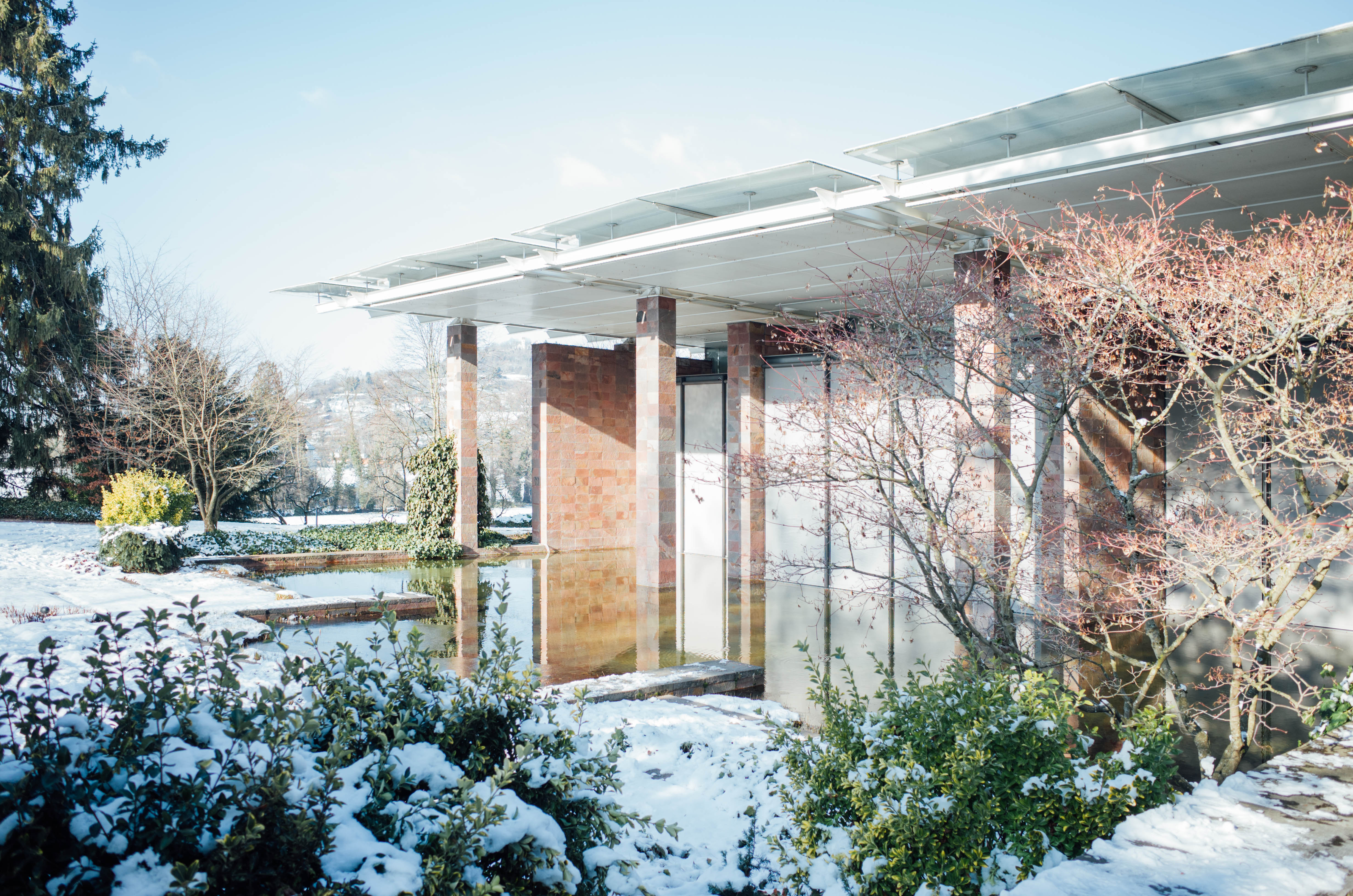
Fundación Beyeler, Basilea (Suiza).
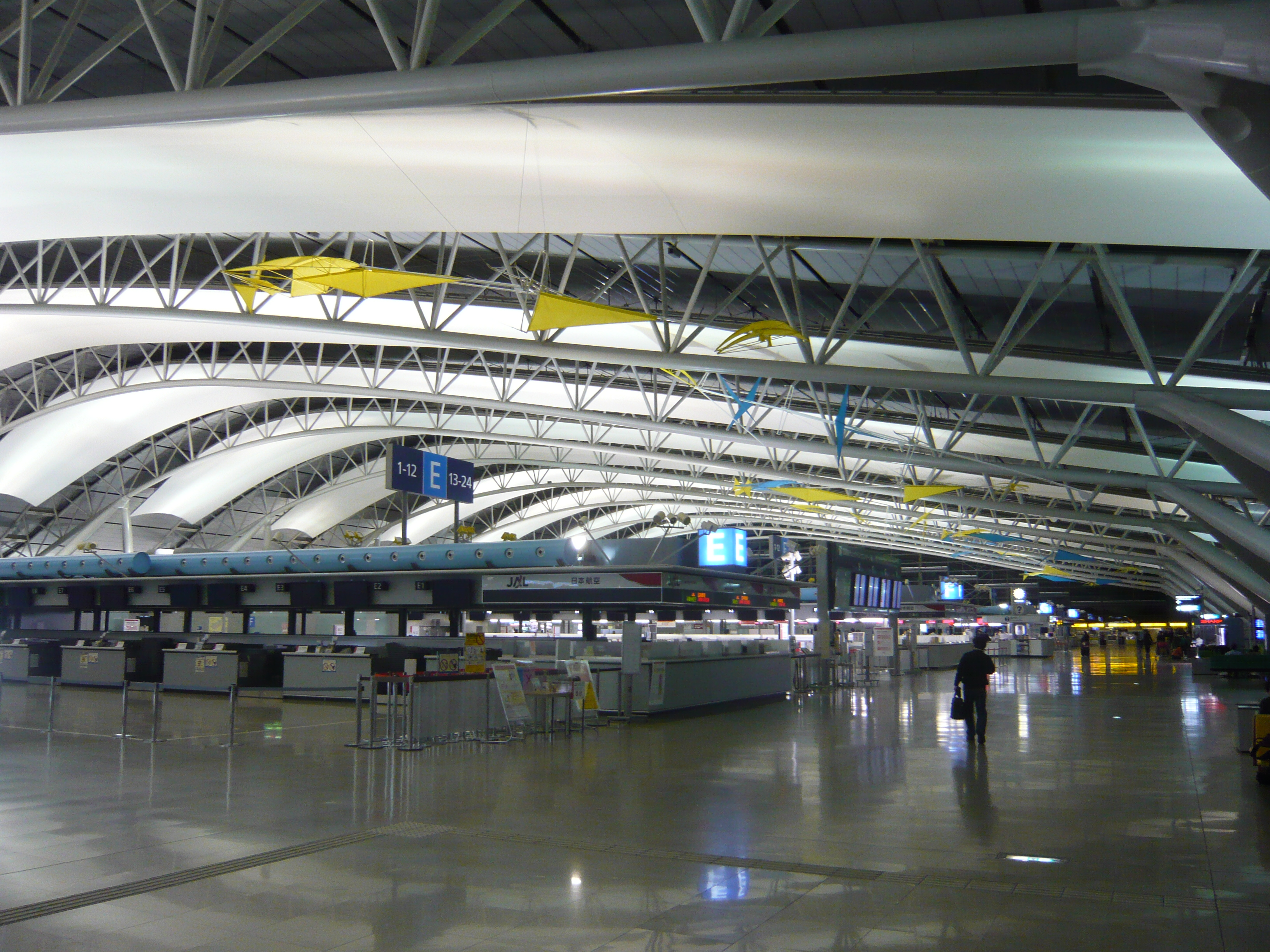
Aeropuerto Internacional de Kansai en Osaka, Japón
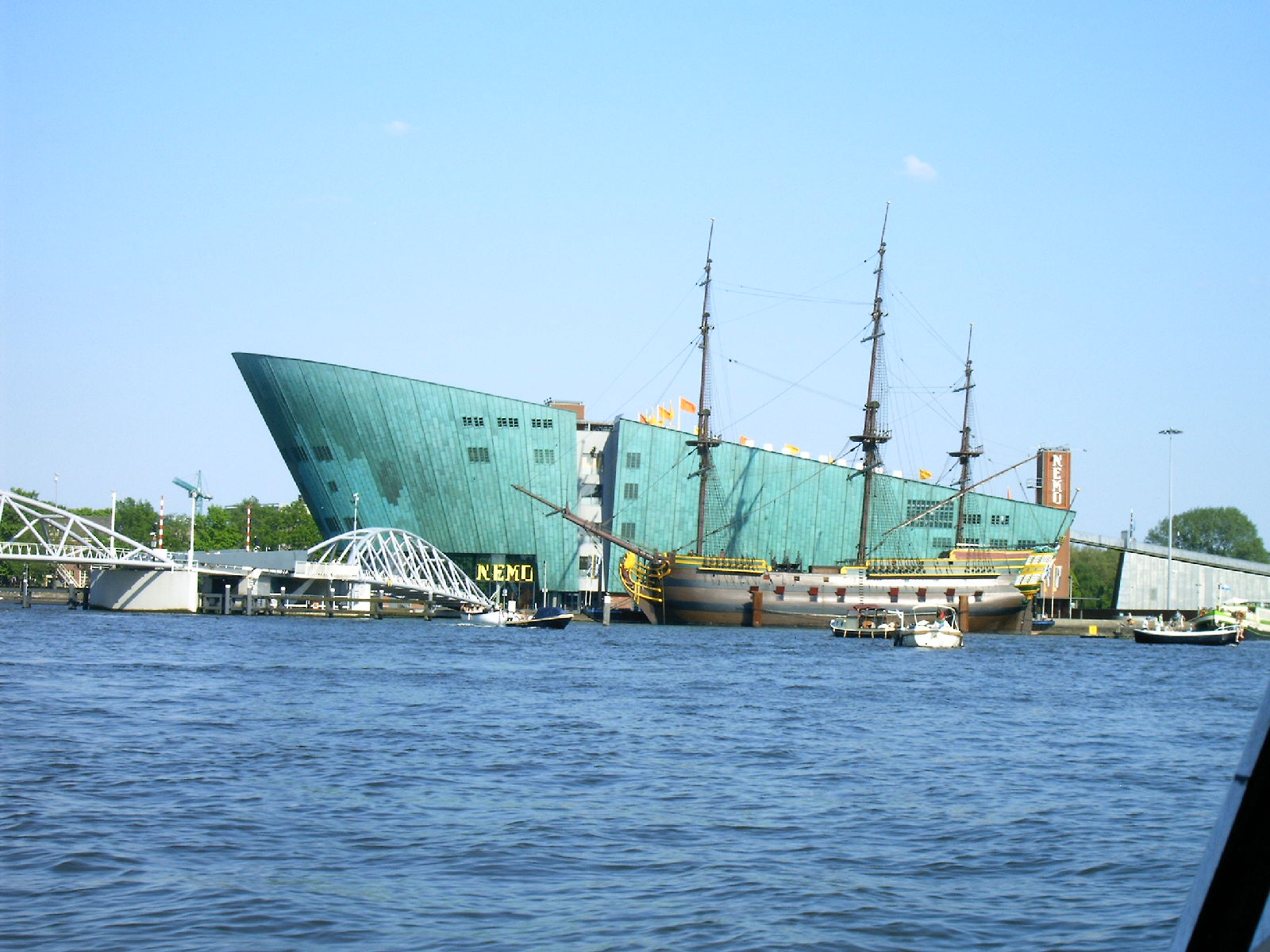
Museo Nemo, Ámsterdam, Países Bajos
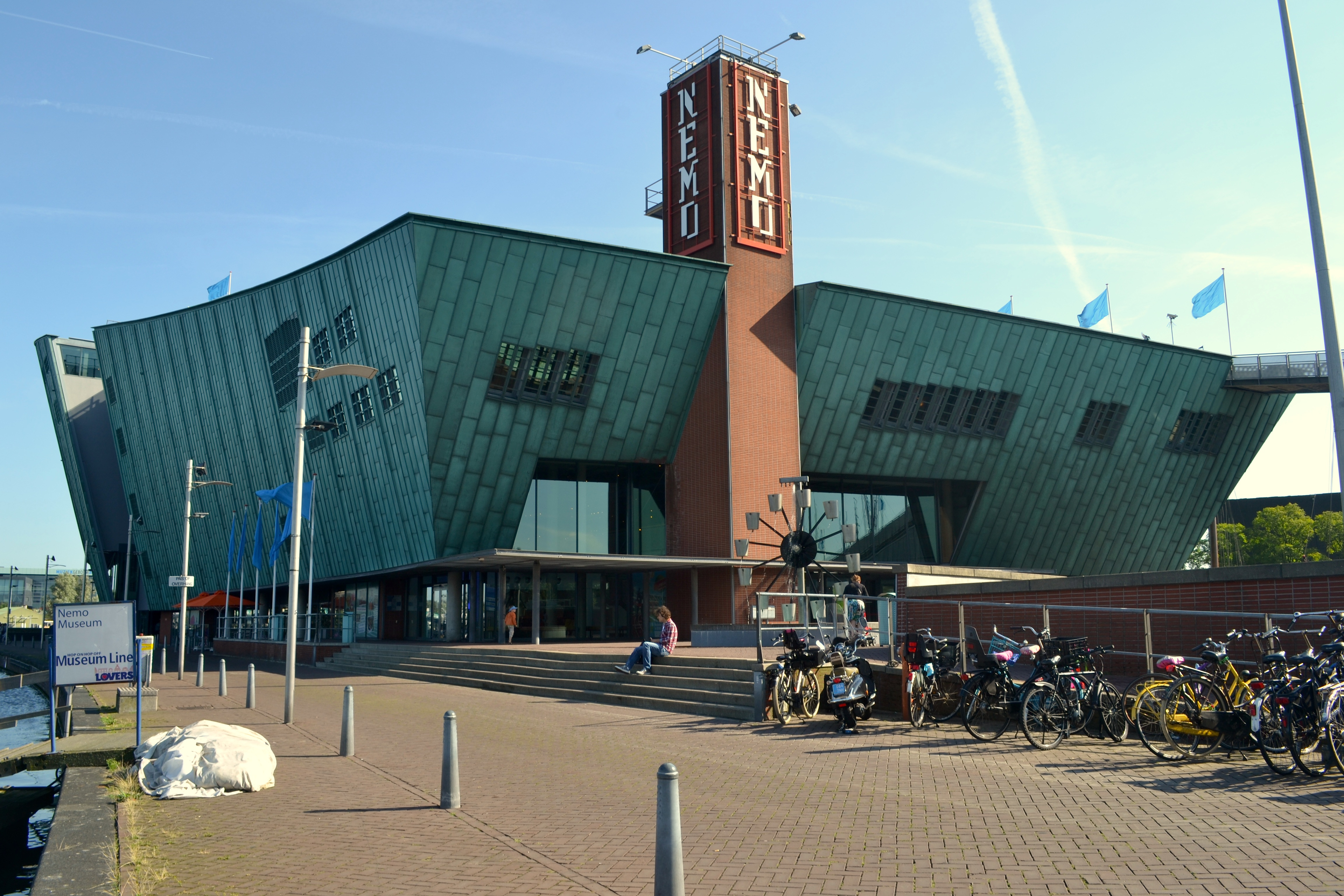
Museo Nemo (entrada y plazoleta) Ámsterdam, Países Bajos
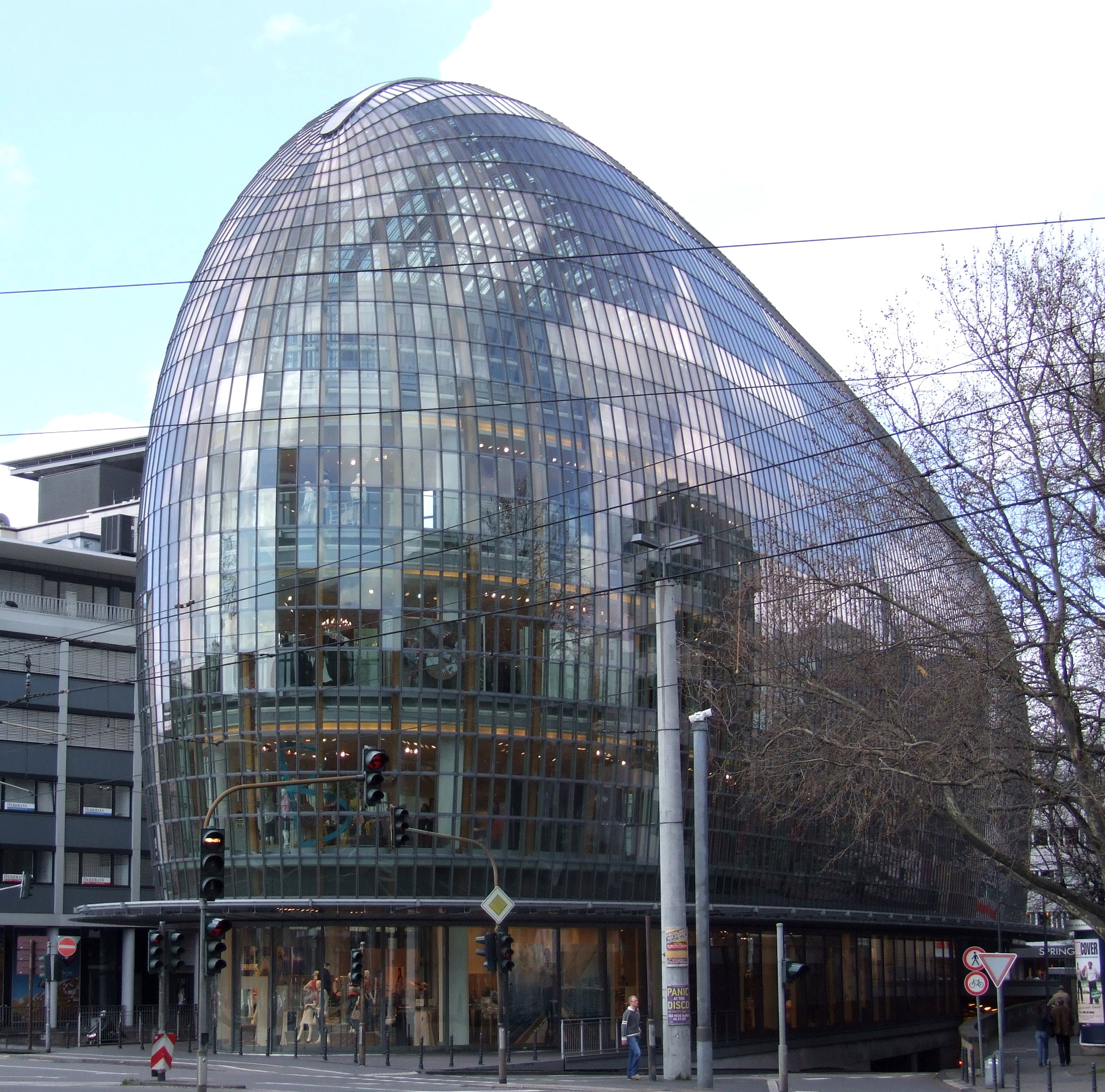
Weltstadthaus Colonia, Alemania
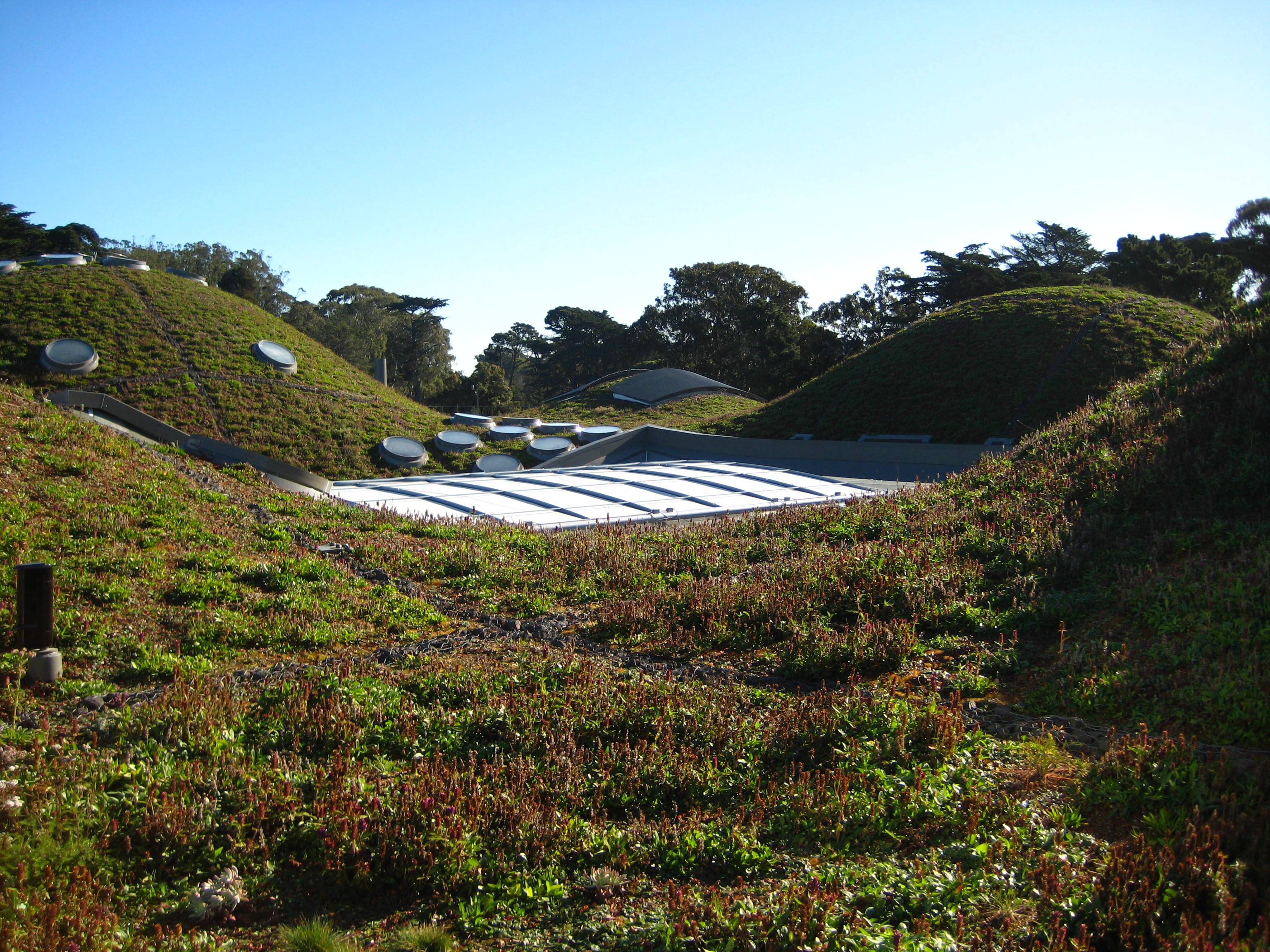
Cubierta vegetal del California Academy of Sciences, museo y lugar de investigación en San Francisco (California).
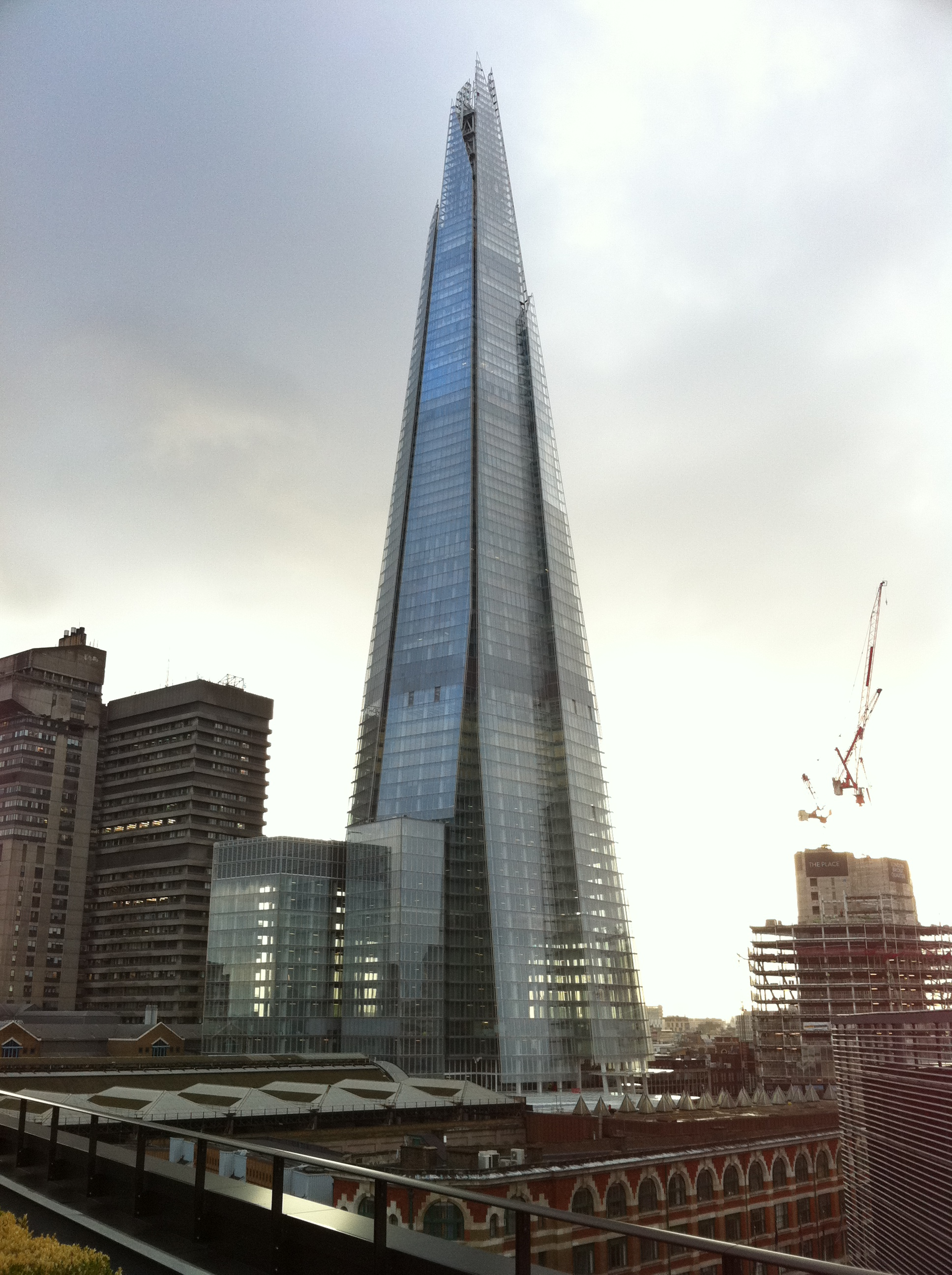
Shard London Bridge, Londres, Inglaterra (2012)
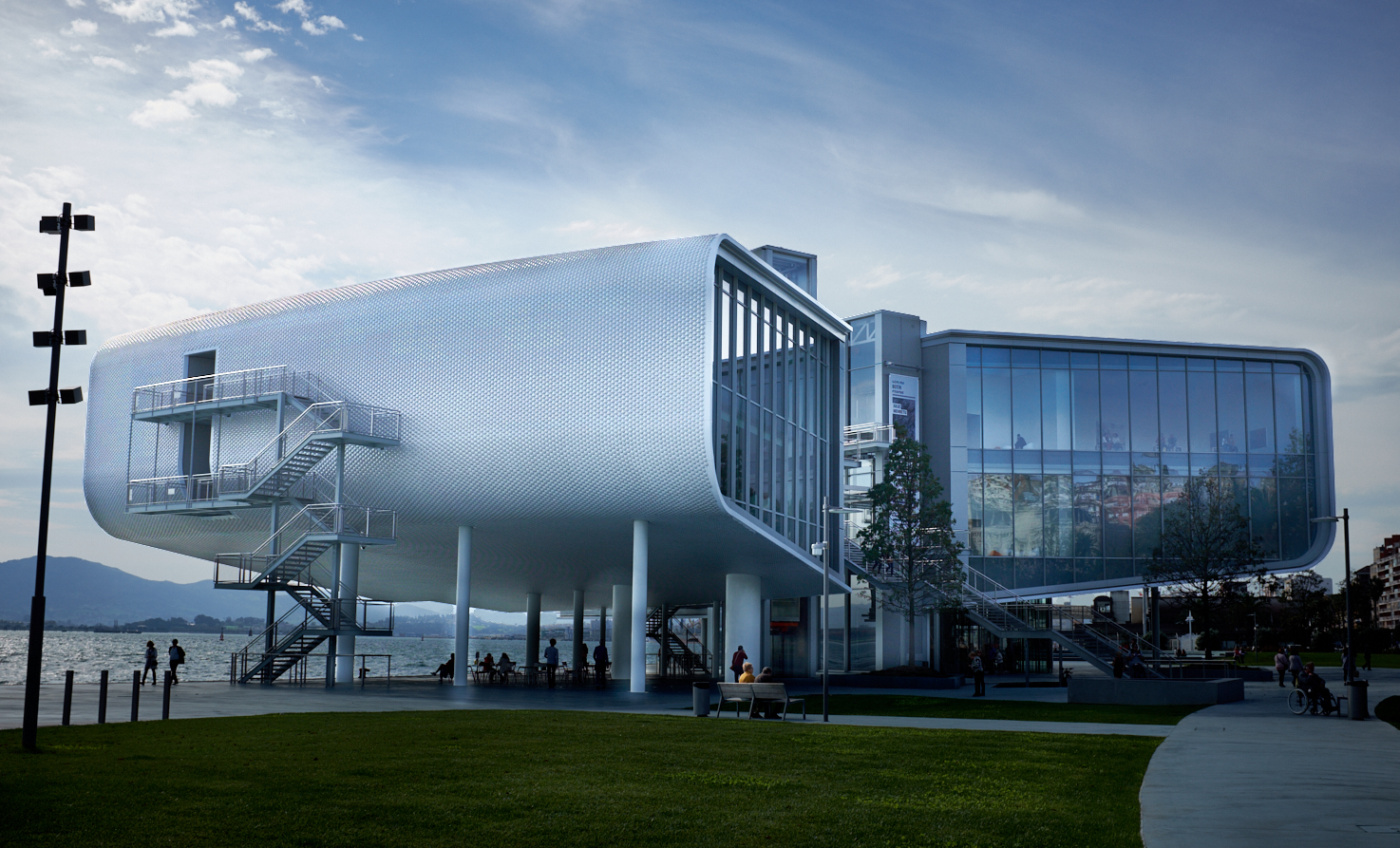
El Centro Botín en Santander (España) es una de sus obras más recientes.
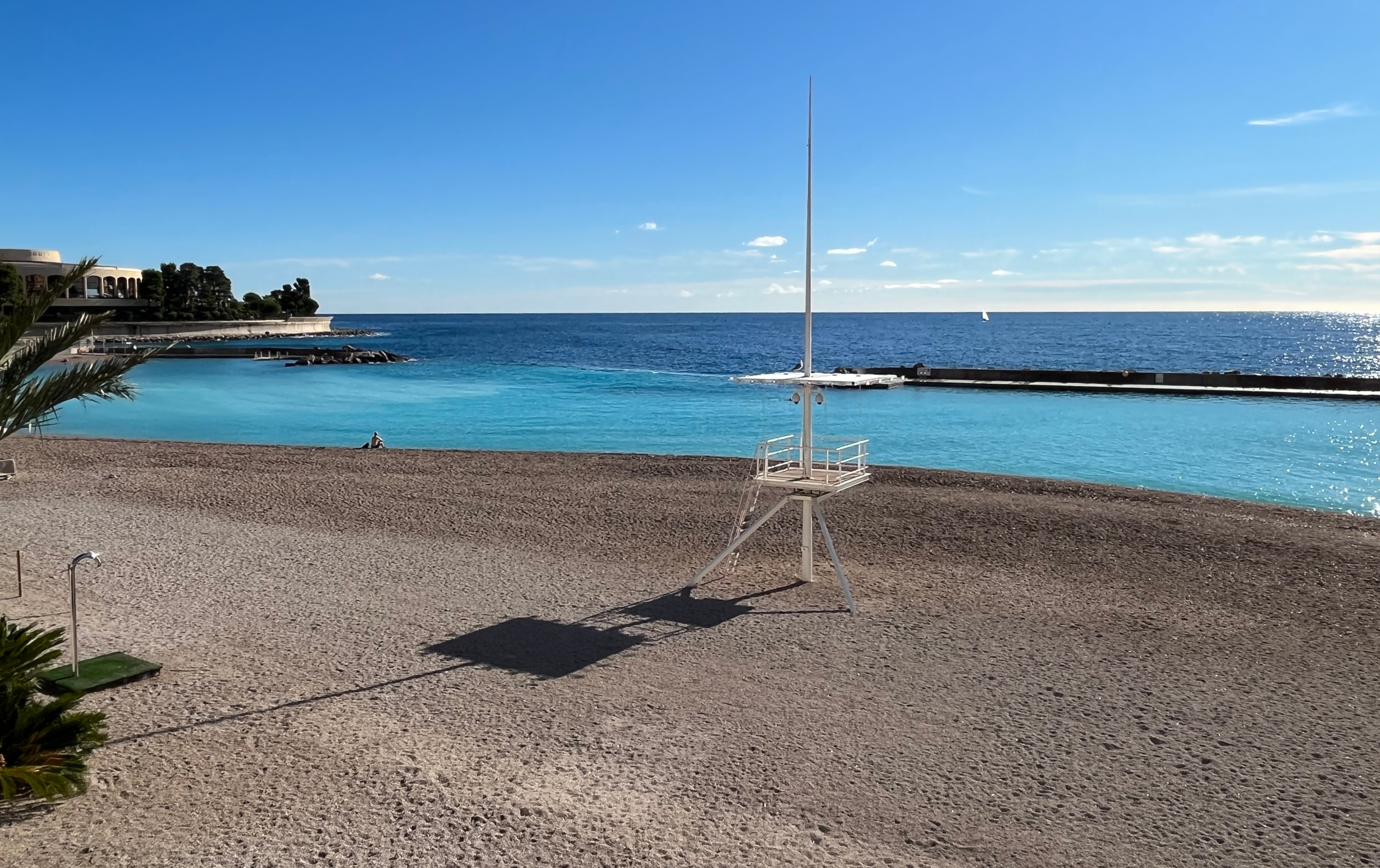
Torre de salvavidas en la playa de Mónaco.

## Premios
- 1989: Medalla de Oro del RIBA (Real Instituto de Arquitectos Británicos)[12]
- 1990: Premio Kioto
- 1994: Embajador de Buena Voluntad de la Unesco para la arquitectura
- 1995: Premio Erasmus  por haber aportado a Europa una contribución excepcional en el mundo de la cultura.
- 1995: Praemium Imperiale, concedido por la Japan Art Association
- 1998: Ganador del Premio Pritzker de arquitectura.
- 2002: Medalla de Oro UIA
- 2017: Gran Cruz de la Orden Civil de Alfonso X el Sabio[13]